# 음성 박씨
음성 박씨(陰城朴氏)는 충청북도 음성군을 본관으로 하는 한국의 성씨이다.

## 역사
음성 박씨(陰城朴氏)는 죽산 박씨 충질공파에서 분파된 본관이다.
음성 박씨(陰城朴氏)의 시조는 박서(朴犀)다 박서의 아버지는 박인석(朴仁碩)이고 칠남삼녀를 낳았다 박서는 박인석의 막내아들이다 박인석의 아들 박서는 고려의 장군이다 고려 고종 때 몽골의 장수 살리타이(撤禮塔)가 쳐들어와 철주(鐵州)를 함락하고 이어 귀주(龜州)를 공격하자 서북병마사(西北兵馬使)로 이를 물리쳤으며 후에 문하시랑평장사(門下侍郞平章事)에 올라 음성백(陰城伯)에 봉해졌다. 후손들은 죽산 박씨에서 분적하여 그를 시조로 하고 관향을 음성(陰城)으로 삼아 세계를 이어왔다.  

## 참고 자료
- “음성박씨(陰城朴氏)”. 뿌리를 찾아서.[깨진 링크(과거 내용 찾기)]